# Championnat de Maurice de football 1996-1997
Navigation
Saison précédente Saison suivante
La saison 1996-1997 de Barclays League est la cinquante-cinquième édition de la première division mauricienne. Les onze meilleures équipes du pays s'affrontent en matchs simples au sein d'une poule unique. À la fin du championnat, le dernier du classement est relégué et remplacé par la meilleure équipe de deuxième division. 
C'est le club de Sunrise Flacq United qui a été sacré champion de Maurice pour la huitième fois de son histoire. Il termine en tête du classement final du championnat, avec dix-neuf points d'avance sur Scouts Club et Fire Brigade SC.
Au lieu d'un seul relégué habituel, cette saison voit le 7e, le 9e et le dernier descendre, sans aucun promu, passant de 11 à 8 équipes pour la saison suivante. 
Sunrise Flacq United se qualifie pour la Ligue des champions de la CAF 1998.

## Les équipes participantes
| - Sunrise Flacq United - Fire Brigade SC - Scouts Club - Police Club - Cadets Club - Roche-Bois Boy Scouts - Curepipe Cosmos | - Faucon Noir - Maurice Espoir (les moins de 21 ans) - Olympique de l'Ouest - Sainte-Brigitte - Promu de D2 |

Il est surprenant de ne pas voir Mahébourg United, car la saison dernière, le club a terminé 10e, soit échappant à la relégation, mais pourtant il ne figure pas en première ni en deuxième division.

## Classement
Le classement est établi sur le barème de points classique (victoire à 2 points, match nul à 1, défaite à 0).
| Rang | Équipe                   | Pts | J  | G  | N  | P  | Bp | Bc | Diff |
| ---- | ------------------------ | --- | -- | -- | -- | -- | -- | -- | ---- |
| 1    | Sunrise Flacq United (T) | 58  | 20 | 19 | 1  | 0  | 83 | 14 | +69  |
| 2    | Fire Brigade SC (C)      | 39  | 20 | 12 | 3  | 5  | 48 | 17 | +31  |
| 3    | Scouts Club              | 39  | 20 | 12 | 3  | 5  | 43 | 21 | +22  |
| 4    | Police Club              | 37  | 20 | 11 | 4  | 5  | 35 | 26 | +9   |
| 5    | Cadets Club              | 32  | 20 | 9  | 5  | 6  | 35 | 28 | +7   |
| 6    | Roche-Bois Boy Scouts    | 24  | 20 | 6  | 6  | 8  | 22 | 32 | -10  |
| 7    | Curepipe Cosmos          | 24  | 20 | 7  | 3  | 10 | 25 | 41 | -16  |
| 8    | Faucon Noir              | 18  | 20 | 5  | 3  | 12 | 21 | 48 | -27  |
| 9    | Sainte-Brigitte (P)      | 17  | 20 | 5  | 2  | 13 | 26 | 57 | -31  |
| 10   | Maurice Espoir           | 14  | 20 | 3  | 56 | 12 | 13 | 31 | -18  |
| 11   | Olympique de l'Ouest     | 9   | 20 | 2  | 3  | 15 | 12 | 48 | -36  |

| Légende : Qualifications et relégations | Légende : Qualifications et relégations                                        |
| --------------------------------------- | ------------------------------------------------------------------------------ |
|                                         | Qualification pour la Ligue des champions de la CAF 1998                       |
|                                         | Qualification pour la Coupe d'Afrique des vainqueurs de coupe de football 1998 |
|                                         | Relégué en deuxième division                                                   |
|                                         | (T) : Tenant du titre (C) : Vainqueur de la Coupe de Maurice (P) : Promu de D2 |

## Bilan de la saison
| Championnat de Maurice de football 1996-1997             |                                 |
| Champion                                                 | Sunrise Flacq United (8e titre) |
| Coupes et trophées                                       |                                 |
| Vainqueur de la Coupe de Maurice 1996-1997               | Fire Brigade SC                 |
| Qualifications continentales                             |                                 |
| Ligue des champions de la CAF 1998                       | Sunrise Flacq United            |
| Coupe d'Afrique des vainqueurs de coupe de football 1998 | Fire Brigade SC                 |
| Promotions et relégations                                |                                 |
| Promus en Barclays League                                | Aucun                           |
| Relégués en First League                                 | Sainte-Brigitte                 |
| Relégués en First League                                 | Curepipe Cosmos                 |
| Relégués en First League                                 | Olympique de l'Ouest            |